# Zvonko Pamić
Zvonko Pamić (Pola, 4 febbraio 1991) è un calciatore croato, centrocampista del Karlovac.

## Biografia
È figlio dell'ex calciatore Igor Pamić. Suo fratello Alen è morto di infarto il 21 giugno 2013, durante una partita amichevole.

## Carriera

### Club
Ha esordito nel 2008 nel Karlovac dove ha collezionato 58 presenze e 12 reti, per poi trasferirsi nel 2010 al Bayer Leverkusen dove è stato prestato per un anno al Friburgo e nel 2011 al Duisburg.

### Nazionale
Nel 2011 viene convocato nell'Under-20 per prendere parte al campionato mondiale di calcio Under-20.

## Palmarès

### Club

#### Competizioni nazionali
- Campionato croato: 2

Dinamo Zagabria: 2012-2013, 2013-2014